# Siracusa Calcio 1976-1977
Questa voce raccoglie le informazioni riguardanti il Siracusa Calcio nelle competizioni ufficiali della stagione 1976-1977.

## Rosa
| N. |                   | Ruolo | Calciatore        |
| -- | ----------------- | ----- | ----------------- |
|    | Italia (bandiera) | D     | Alberto Aceti     |
|    | Italia (bandiera) | C     | Giuseppe Belfiore |
|    | Italia (bandiera) | P     | Angelo Bellavia   |
|    | Italia (bandiera) | D     | Fiorindo Bragatto |
|    | Italia (bandiera) | C     | Giuseppe Brunetti |
|    | Italia (bandiera) | A     | Realino Ciccarese |
|    | Italia (bandiera) |       | A. Corti          |
|    | Italia (bandiera) | C     | Gaetano Costa     |
|    | Italia (bandiera) | C     | Amedeo Crippa     |
|    | Italia (bandiera) | C     | Roberto Culotti   |
|    | Italia (bandiera) | C     | Siro D'Alessandro |

| N. |                   | Ruolo | Calciatore            |
| -- | ----------------- | ----- | --------------------- |
|    | Italia (bandiera) | C     | Antonino Fatta        |
|    | Italia (bandiera) | D     | Rutilio Filipponi     |
|    | Italia (bandiera) | D     | Dino Gobbi            |
|    | Italia (bandiera) | A     | Angelo Labellarte     |
|    | Italia (bandiera) | A     | Paolo Mangiapane      |
|    | Italia (bandiera) | C     | Gesualdo Piacenti     |
|    | Italia (bandiera) | A     | Bartolo Qualano       |
|    | Italia (bandiera) | C     | Giovan Battista Rappa |
|    | Italia (bandiera) |       | Francesco Saturnino   |
|    | Italia (bandiera) | C     | Fortunato Torrisi     |
|    | Italia (bandiera) |       | R. Vitali             |

## Risultati

### Serie C

#### Girone di andata
| 12 settembre 1976 1ª giornata | Brindisi | 0 – 2 | Siracusa |  |

| 19 settembre 1976 2ª giornata | Barletta | 0 – 0 | Siracusa |  |

| 26 settembre 1976 3ª giornata | Siracusa | 2 – 0 | Nocerina |  |

| 3 ottobre 1976 4ª giornata | Marsala | 1 – 1 | Siracusa |  |

| 10 ottobre 1976 5ª giornata | Siracusa | 3 – 1 | Alcamo |  |

| 17 ottobre 1976 6ª giornata | Siracusa | 0 – 0 | Paganese |  |

| 24 ottobre 1976 7ª giornata | Messina | 1 – 1 | Siracusa |  |

| Siracusa 31 ottobre 1976 8ª giornata                               | Siracusa  | 2 – 0 | Bari | Stadio Comunale (12.000 spett.) |
| \| \| \| \| \| 13' Labellarte, 33' D'Alessandro \| Marcatori \| \| |           |       |      |                                 |
|                                                                    |           |       |      |                                 |
| 13' Labellarte, 33' D'Alessandro                                   | Marcatori |       |      |                                 |

| 7 novembre 1976 9ª giornata | Turris | 2 – 0 | Siracusa |  |

| 14 novembre 1976 10ª giornata | Siracusa | 1 – 1 | Salernitana |  |

| 21 novembre 1976 11ª giornata | Trapani | 1 – 0 | Siracusa |  |

| 28 novembre 1976 12ª giornata | Siracusa | 0 – 0 | Crotone |  |

| 6 gennaio 1977 13ª giornata | Cosenza | 1 – 3 | Siracusa |  |

| 12 dicembre 1976 14ª giornata | Siracusa | 0 – 2 | Reggina |  |

| 19 dicembre 1976 15ª giornata | Benevento | 2 – 0 | Siracusa |  |

| 2 gennaio 1977 16ª giornata | Siracusa | 2 – 1 | Pro Vasto |  |

| 9 gennaio 1977 17ª giornata | Matera | 0 – 0 | Siracusa |  |

| 16 gennaio 1977 18ª giornata | Siracusa | 1 – 0 | Campobasso |  |

| 23 gennaio 1977 19ª giornata | Sorrento | 0 – 0 | Siracusa |  |

#### Girone di ritorno
| 30 gennaio 1977 20ª giornata | Siracusa | 1 – 0 | Brindisi |  |

| 6 febbraio 1977 21ª giornata | Siracusa | 0 – 0 | Barletta |  |

| 13 febbraio 1977 22ª giornata | Nocerina | 0 – 0 | Siracusa |  |

| 20 febbraio 1977 23ª giornata | Siracusa | 2 – 0 | Marsala |  |

| 27 febbraio 1977 24ª giornata | Alcamo | 1 – 0 | Siracusa |  |

| 6 marzo 1977 25ª giornata | Paganese | 2 – 2 | Siracusa |  |

| 13 marzo 1977 26ª giornata | Siracusa | 1 – 0 | Messina |  |

| 20 marzo 1977 27ª giornata | Bari | 2 – 1 | Siracusa |  |

| 27 marzo 1977 28ª giornata | Siracusa | 1 – 0 | Turris |  |

| 3 aprile 1977 29ª giornata | Salernitana | 3 – 0 | Siracusa |  |

| 10 aprile 1977 30ª giornata | Siracusa | 1 – 2 | Trapani |  |

| 17 aprile 1977 31ª giornata | Crotone | 2 – 1 | Siracusa |  |

| 24 aprile 1977 32ª giornata | Siracusa | 0 – 0 | Cosenza |  |

| 8 maggio 1977 33ª giornata | Reggina | 0 – 0 | Siracusa |  |

| 15 maggio 1977 34ª giornata | Siracusa | 2 – 1 | Benevento |  |

| 22 maggio 1977 35ª giornata | Pro Vasto | 1 – 0 | Siracusa |  |

| 29 maggio 1977 36ª giornata | Siracusa | 0 – 0 | Matera |  |

| 5 giugno 1977 37ª giornata | Campobasso | 2 – 0 | Siracusa |  |

| 12 giugno 1977 38ª giornata | Siracusa | 0 – 1 | Sorrento |  |